# Hallbergsches Schloss

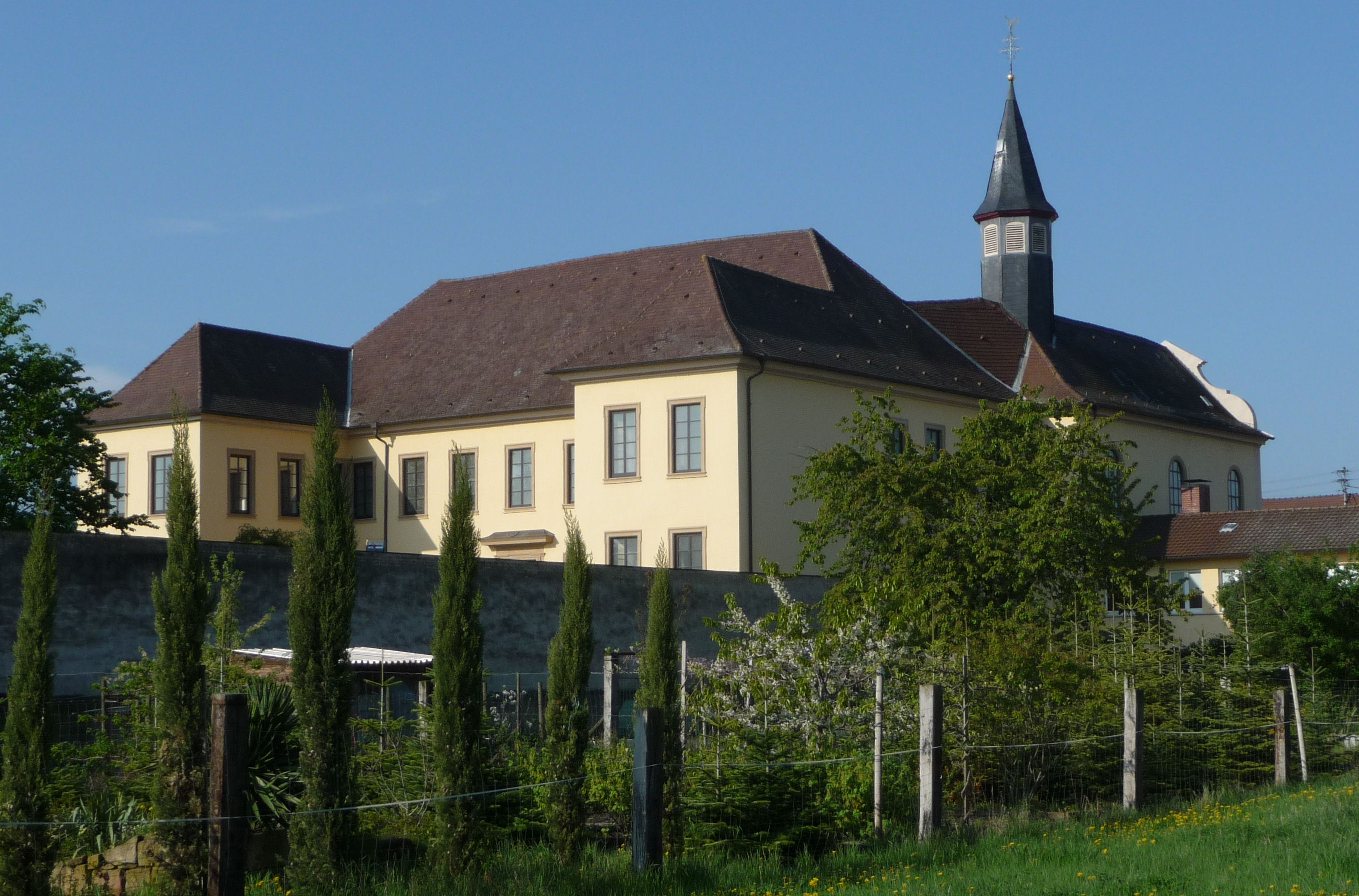
Hallbergsches Schloss

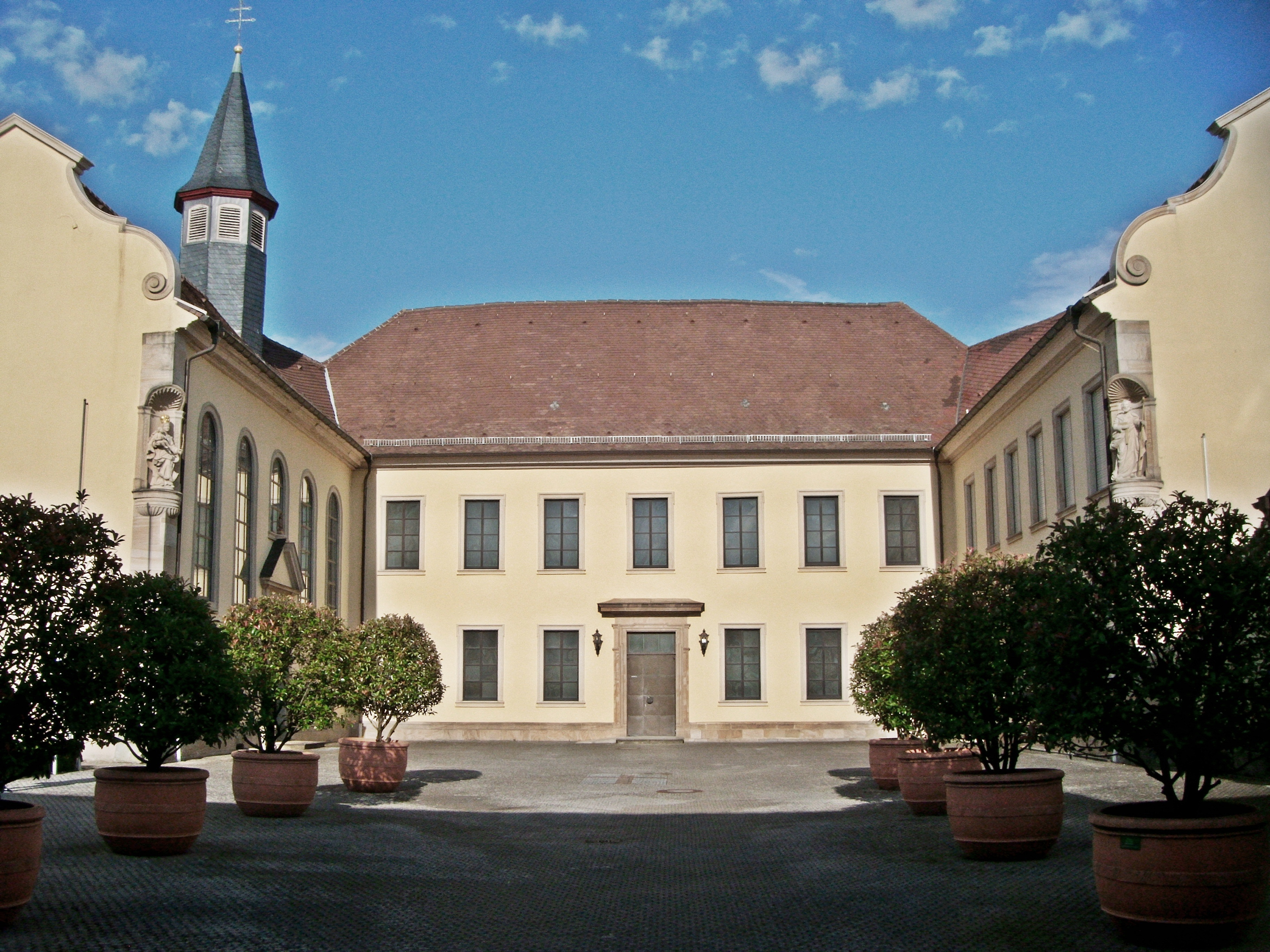
Hofseite, links Kirchenflügel mit Dachreiter

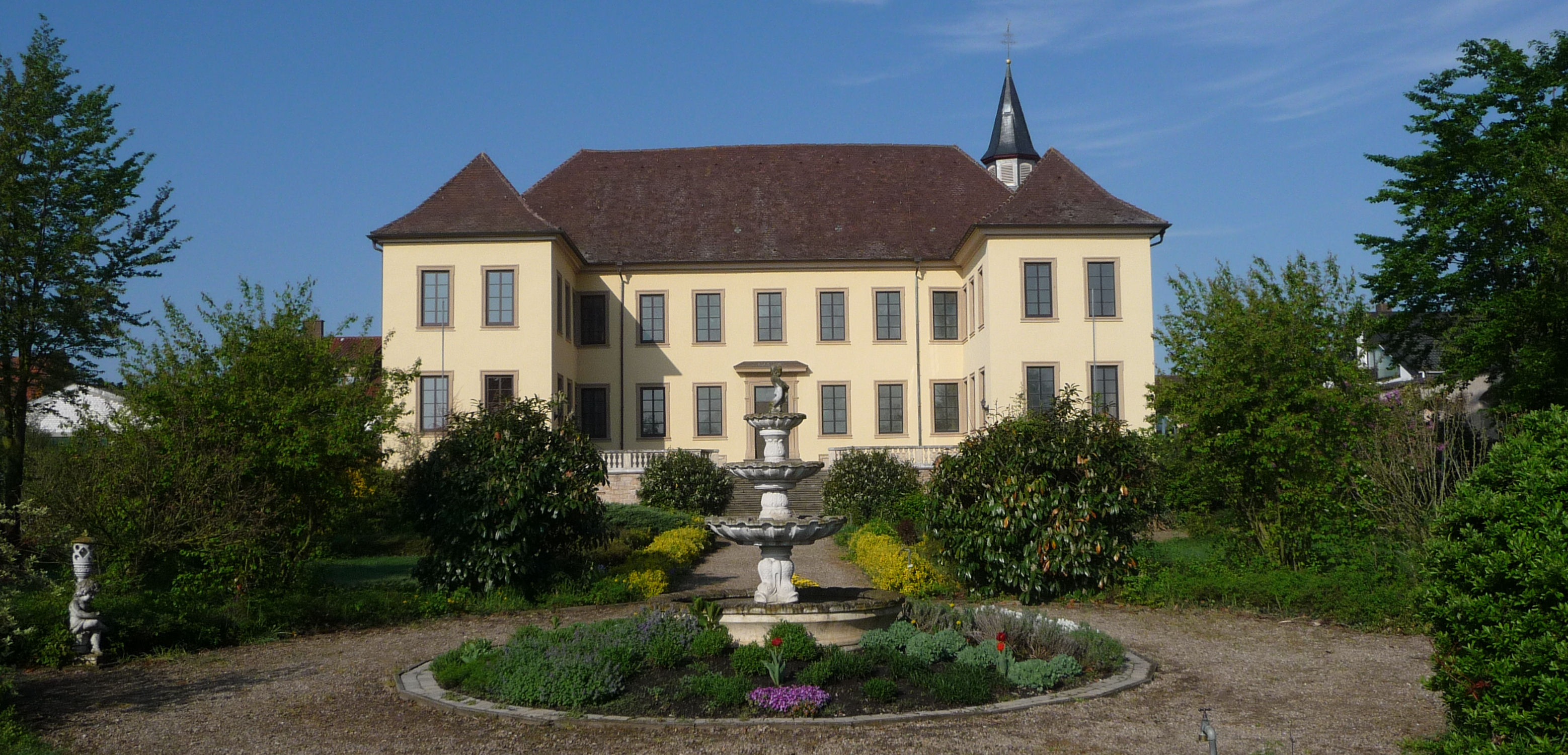
Gartenseite (Rückfront)

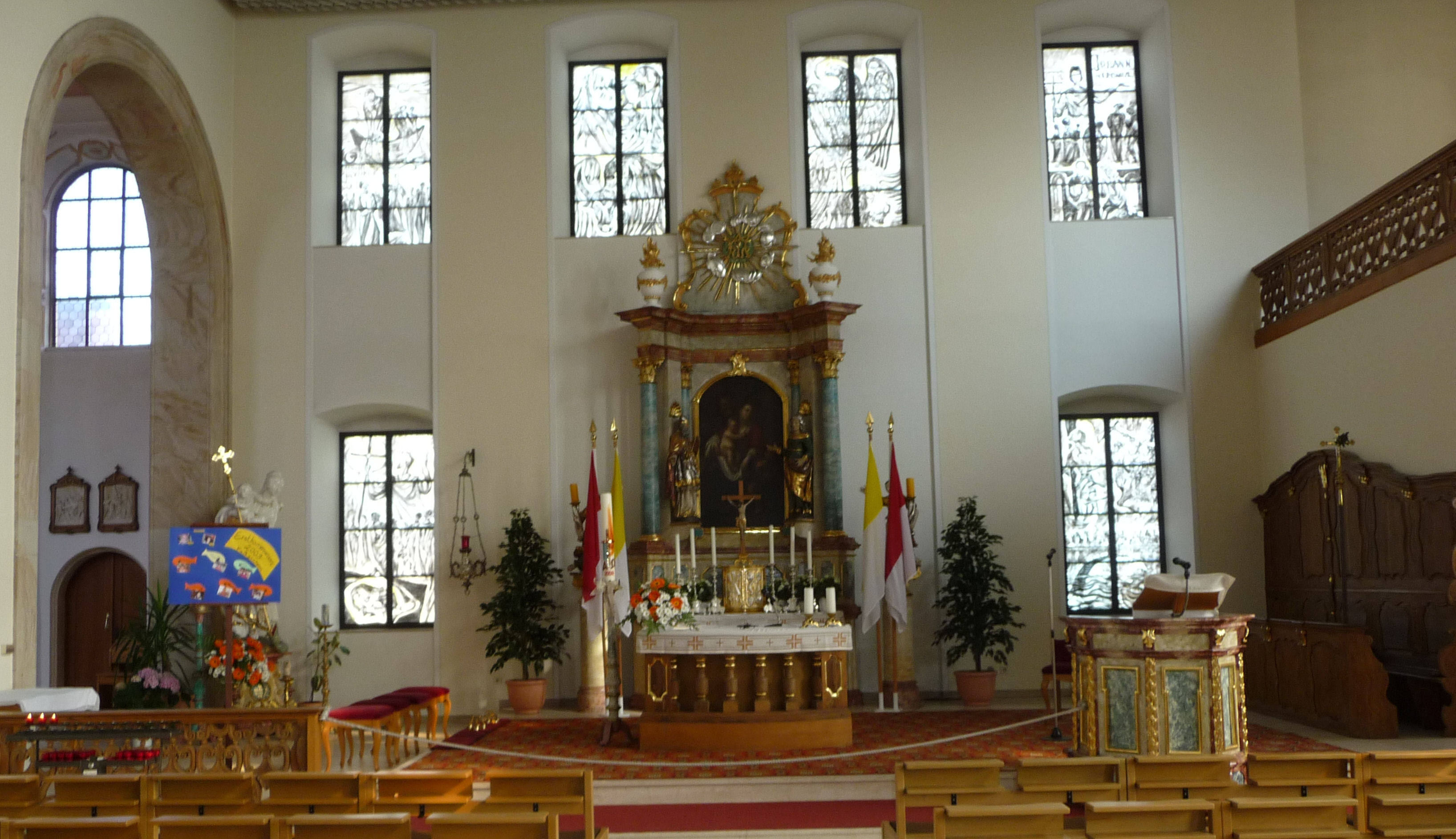
Heutige katholische Kirche im mittleren Hauptgebäude (seit 1972, nicht zeitgenössisch)

Das Hallbergsche Schloss (auch Hallberger Schloss genannt) ist eine Schlossanlage in der rheinland-pfälzischen Gemeinde Fußgönheim im Rhein-Pfalz-Kreis.

## Geschichte
Das Schloss liegt am östlichen Ortsrand und wurde in den Jahren 1728 bis 1731 für den kurpfälzischen Kanzler Freiherr Jakob Tillmann von Hallberg aus dem Adelsgeschlecht Hallberg erbaut. 
Der Ortsherr richtete darin einen kompletten Flügel als Kirche ein, öffnete sie als Gotteshaus für die Katholiken der Gegend und stiftete 1742 in Fußgönheim erstmals seit der Reformation wieder eine  katholische Pfarrei. Für die Kirche ließ er ein Hochaltarbild von Giovanni Antonio Pellegrini fertigen, der auch das Mannheimer Schloss ausmalte. Nach der örtlichen Überlieferung, festgehalten durch den Ortspfarrer Stephan Lederer, ist Jakob Tillmann von Hallberg darauf als Figur abgebildet; die einzige bekannte Darstellung von ihm. 1741 soll der Ortschronik zufolge die Schlosskirche fertiggestellt gewesen sein. Es ist der heutige Nordwestflügel des Gesamtkomplexes, mit Dachreiter. Ihre barocke Inneneinrichtung ist vollständig erhalten.  
1788 bis 1792 war Heinrich Theodor von Hallberg (1725–1792), kurpfalz-bayerischer Gesandter in Wien, der Schlossherr.
Im Jahr 1815 wurde das Hallbergsche Schloss zwangsweise versteigert und wechselte anschließend mehrfach den Besitzer. Es wurde als Laden, Scheune und Lager genutzt. Unter anderem waren im Schloss eine Zigarrenfabrik, ein Kriegsgefangenenlager und ein Raiffeisenmagazin untergebracht.
1972 wurde das Schloss von der katholischen Kirchengemeinde Fußgönheim erworben und mit großem Aufwand restauriert. Es wurde dort im ehemals profanen Mittelteil ein großer Kirchenraum eingerichtet und teilweise mit Barockinventar ausgestattet. Dies ist die heutige katholische Kirche St. Jakobus. Die historische Schlosskirche bildet jetzt lediglich noch ihre Seitenkapelle.   
Der Landkreis Ludwigshafen übereignete unentgeltlich seinen Teilbesitz der katholischen Kirchengemeinde. In den Jahren 1983 und 1984 wurde der ehemalige Schlossgarten wiederhergestellt und der Öffentlichkeit zugänglich gemacht.
Die Mitglieder des Heimat- und Kulturfördervereins beteiligten sich an der Renovierung des Schlosses und richteten im Gebäude ein Heimatmuseum ein.

## Hallberggruft
Jakob Tillmann von Hallberg verstarb 1744 und man setzte ihn in der Garnisonskirche Mannheim bei. Dort ruhte auch seine 1739 verstorbene Gattin Anna Maria Josepha geb. von Francken (1694–1739), Tochter des kurpfälzischen Ministers Johann Bernhard von Francken. Die Grabinschriften beider Eheleute hat der Landeshistoriker Johann Franz Capellini von Wickenburg im „Thesaurus Palatinus“ überliefert. Die Garnisonskirche wurde bereits 1780 abgebrochen, ihr Grundriss ist jedoch im Straßenpflaster des heutigen Toulonplatzes sichtbar gemacht; die unterirdische Gruft blieb erhalten und geriet in Vergessenheit. Man stieß erst 1979 bei Bauarbeiten wieder auf sie. Hierbei fand man auch die Gebeine des Ehepaares von Hallberg und bettete sie 2003, in einem neuen Sarkophag, in eine unbenutzte Gruft unter der Schlosskirche Fußgönheim um. Vom Schlosshof aus kann man durch ein Fenster in die Gruft hineinsehen und es wurde dort eine Gedenktafel für den Erbauer des Schlosses und seine Frau angebracht, die hier nachträglich ihre letzte Ruhestätte fanden.

## Galerie zum Kirchenflügel mit Hallberggruft

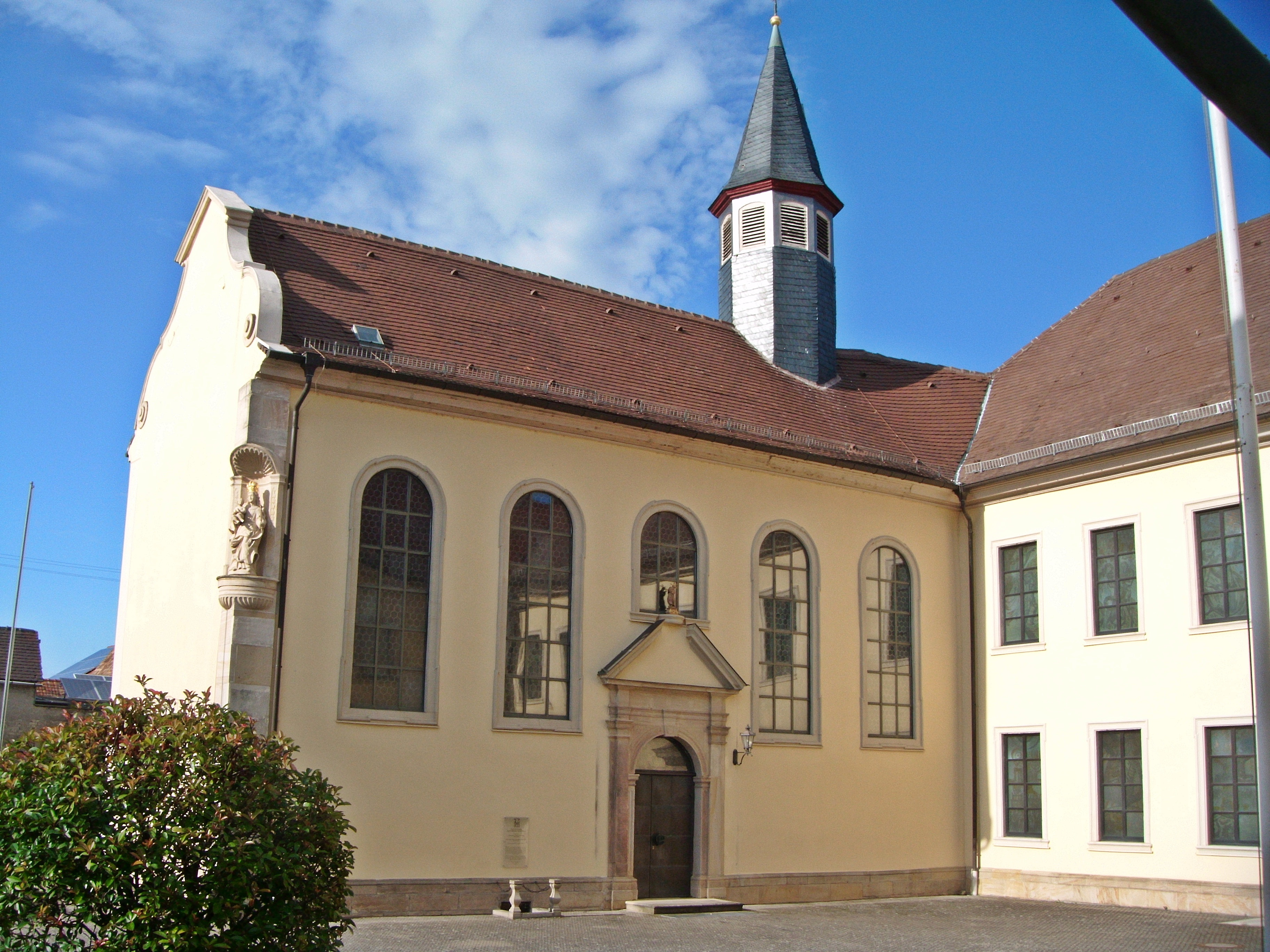
Der Kirchenflügel des Fußgönheimer Schlosses, mit sichtbarem Gruftfenster und Gedenktafel, links neben dem Portal
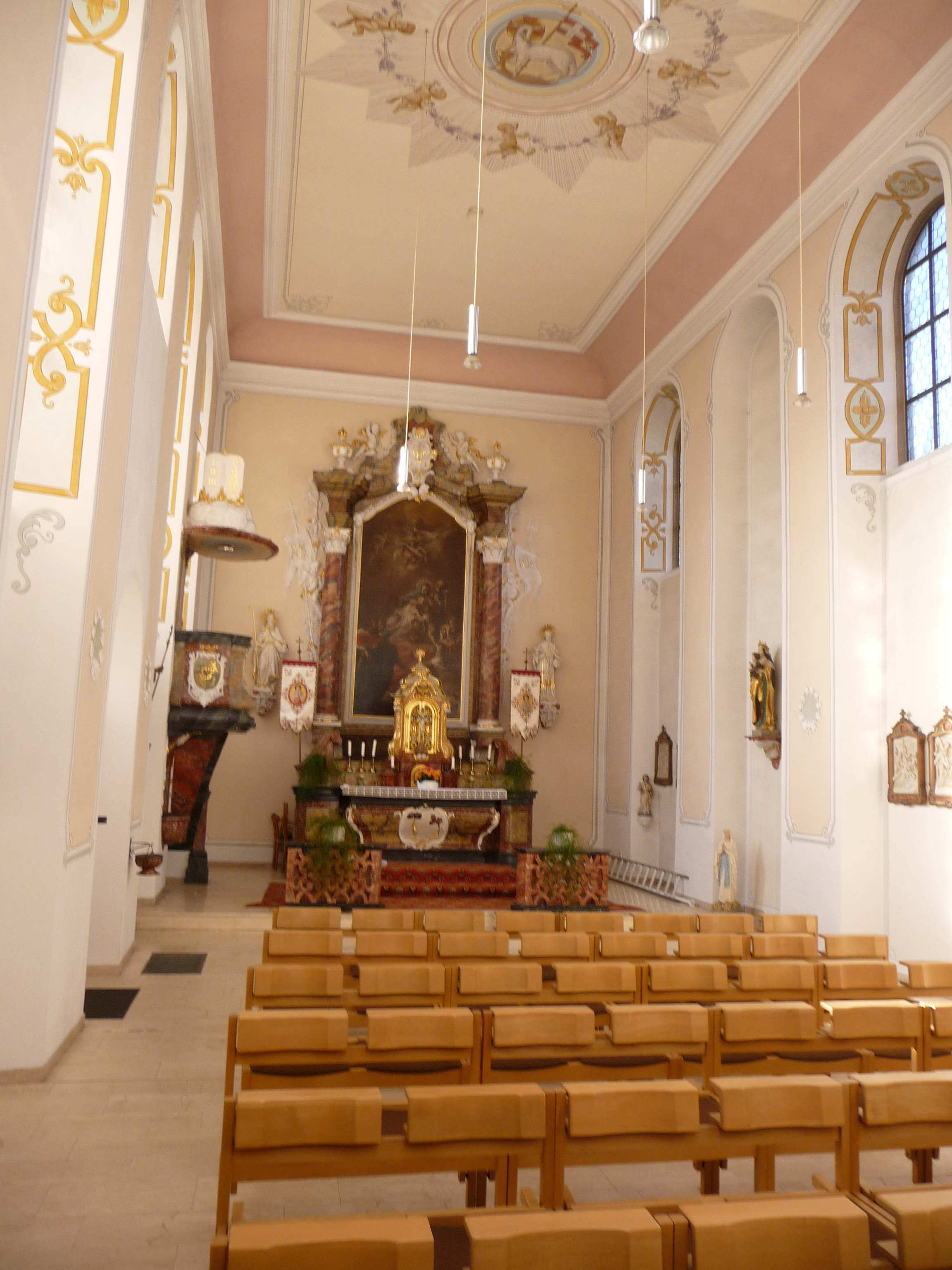
Innenansicht des Kirchenflügels mit alter Originaleinrichtung
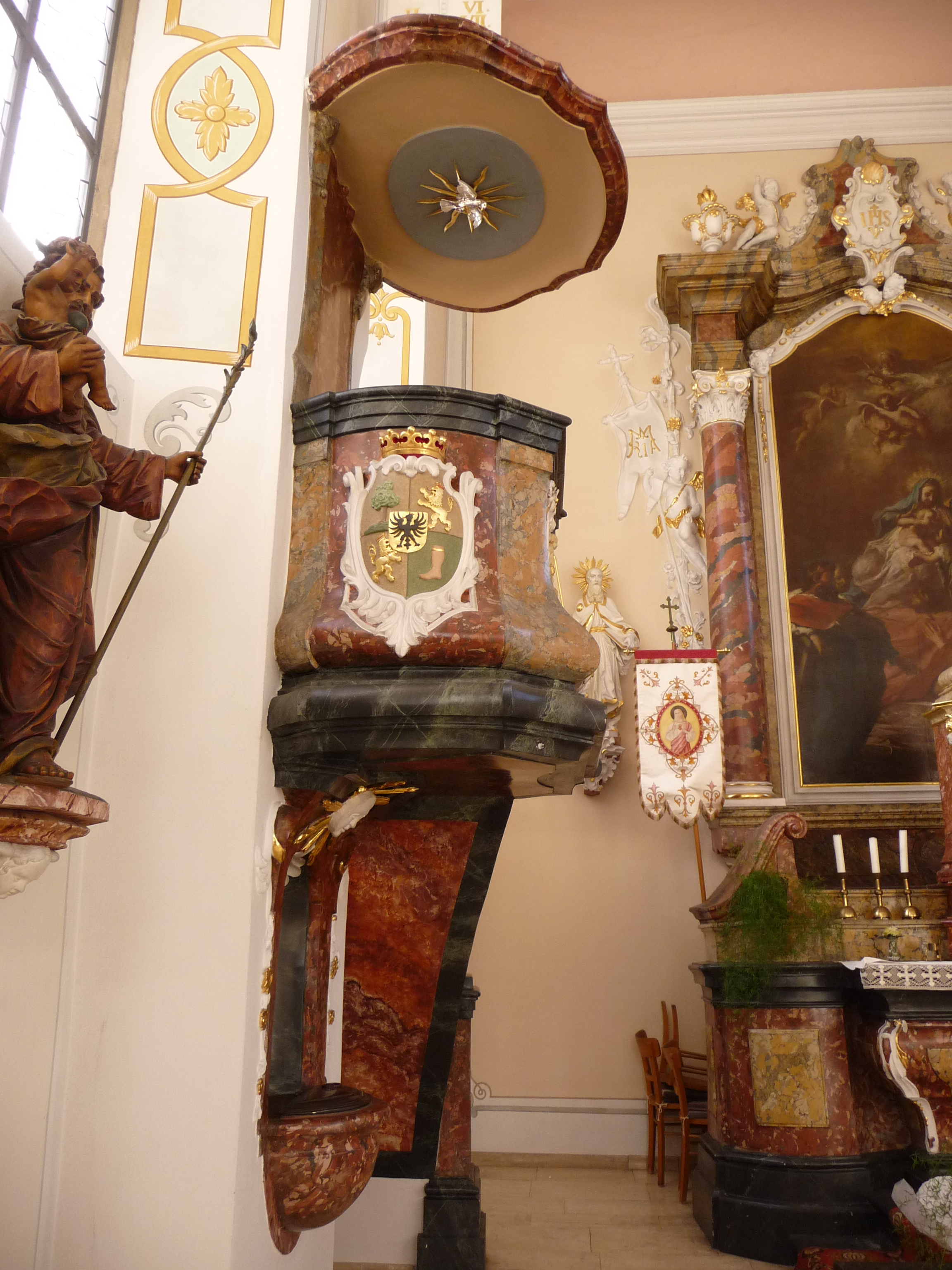
Innenansicht des Kirchenflügels, Kanzel mit Hallberg-Wappen
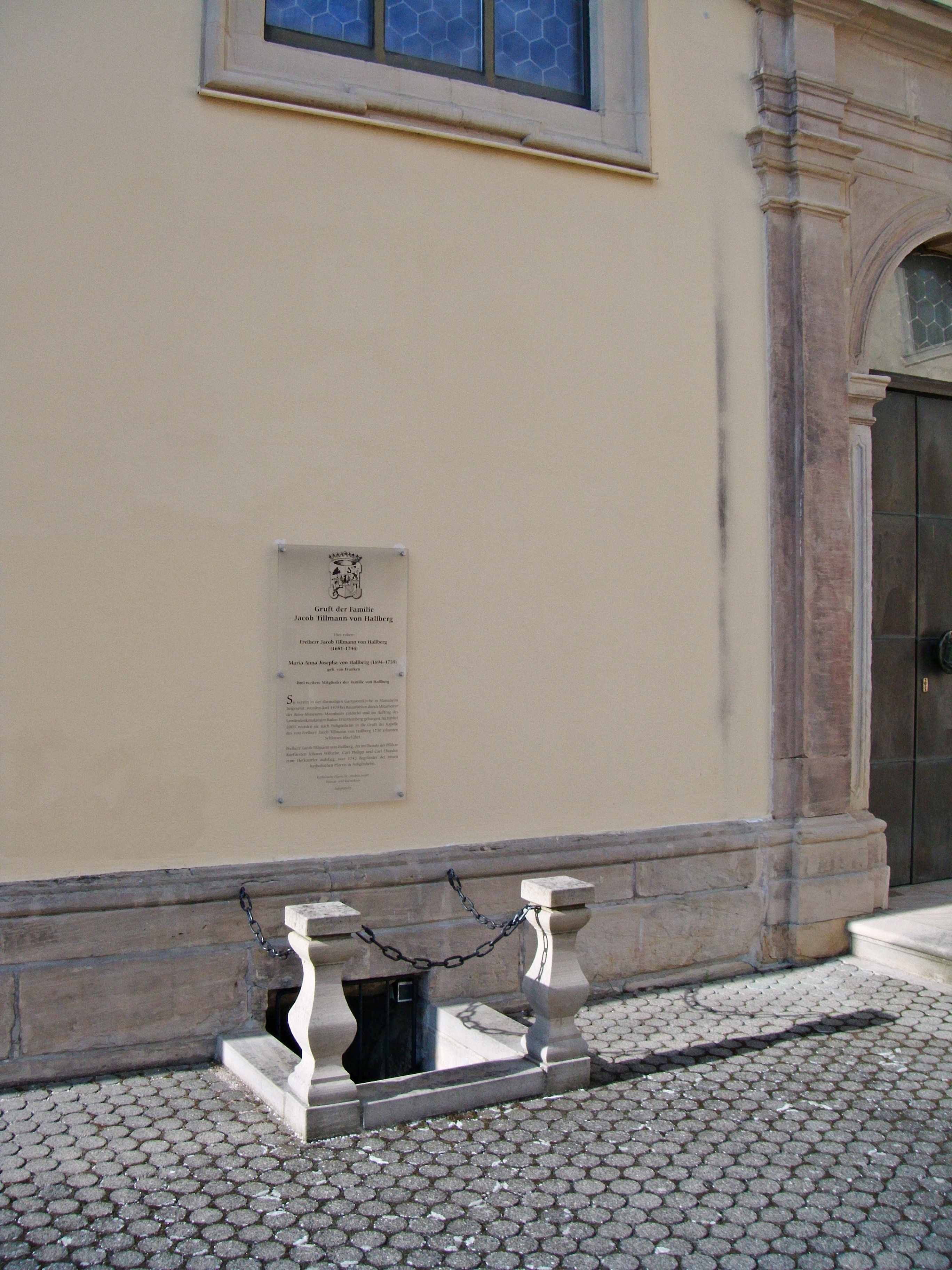
Gruftzugang vom Schlosshof Fußgönheim aus
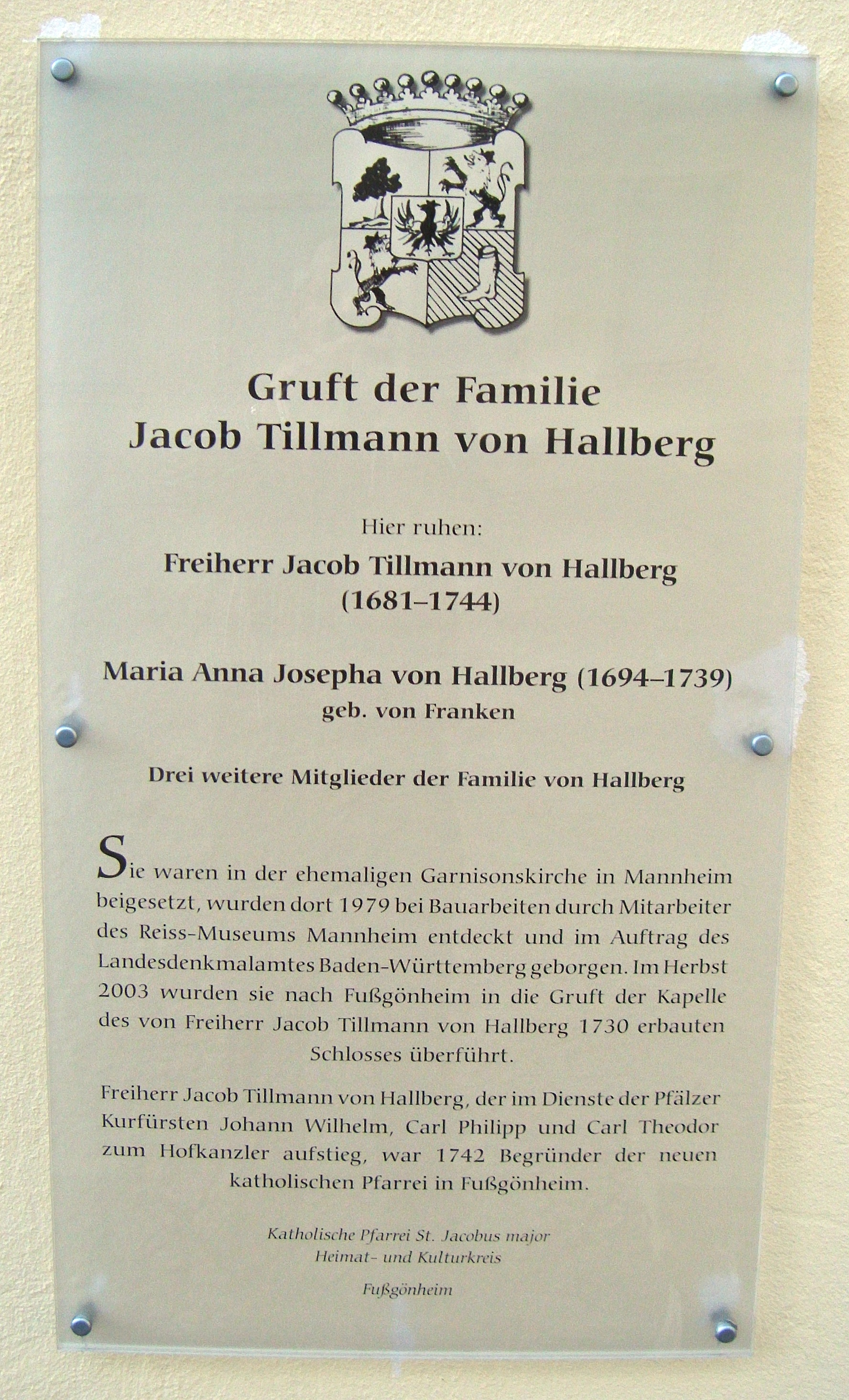
Gedenktafel an der Hallberg-Gruft Fußgönheim
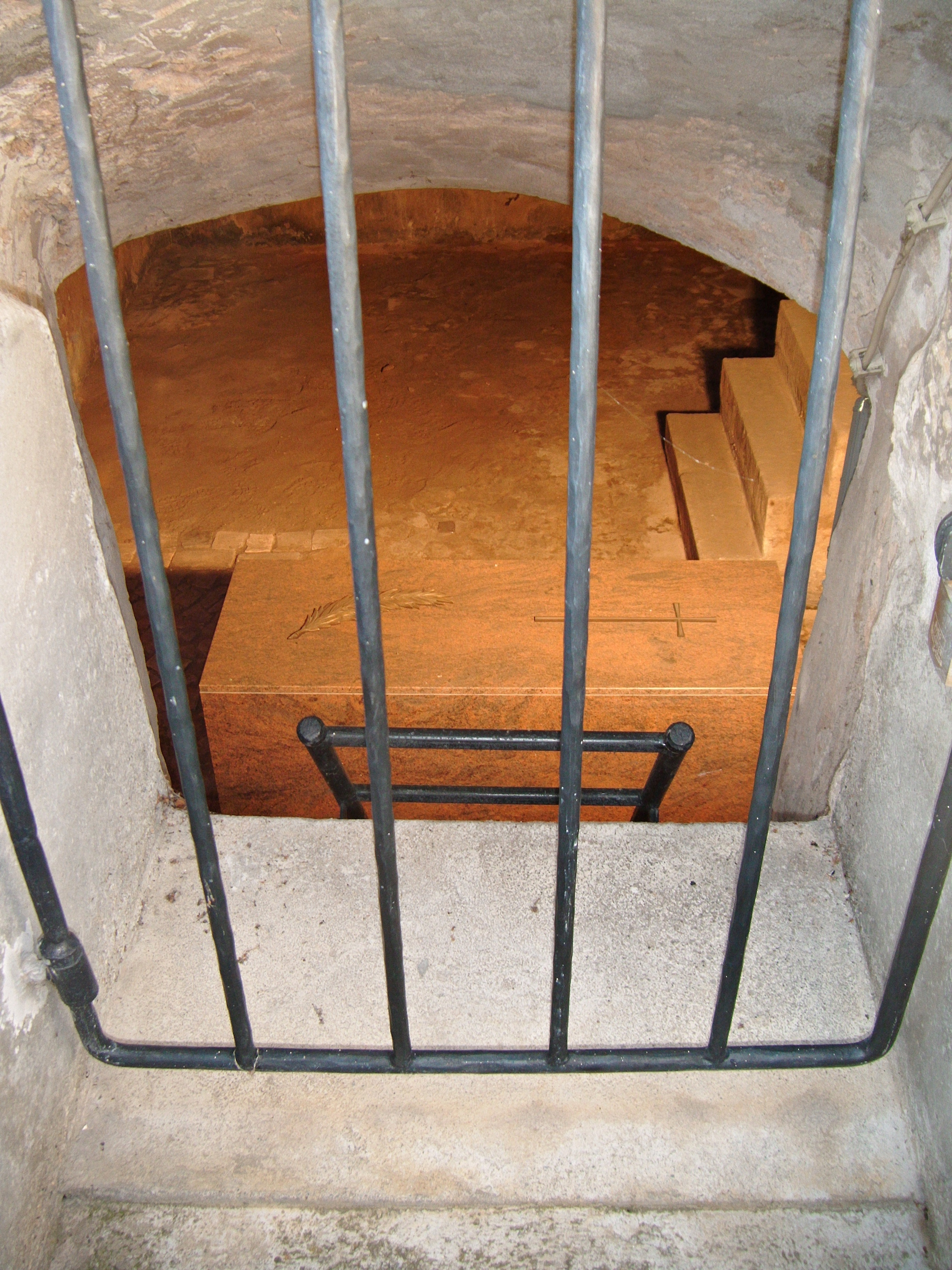
Hallberg-Gruft Fußgönheim, mit neuzeitlichem Sarkophag